# Schloss Leutstetten
O Schloss Leutstetten é um palácio alemão que se ergue na aldeia de Leutstetten, perto de Starnberg, numa colina acima da reserva natural de Leutstettener Moos. A estrutura do monumento protegido , em estilo renascentista, ergue-se num pequeno parque vedado. Nem o palácio nem o parque estão acessíveis ao público.

## História

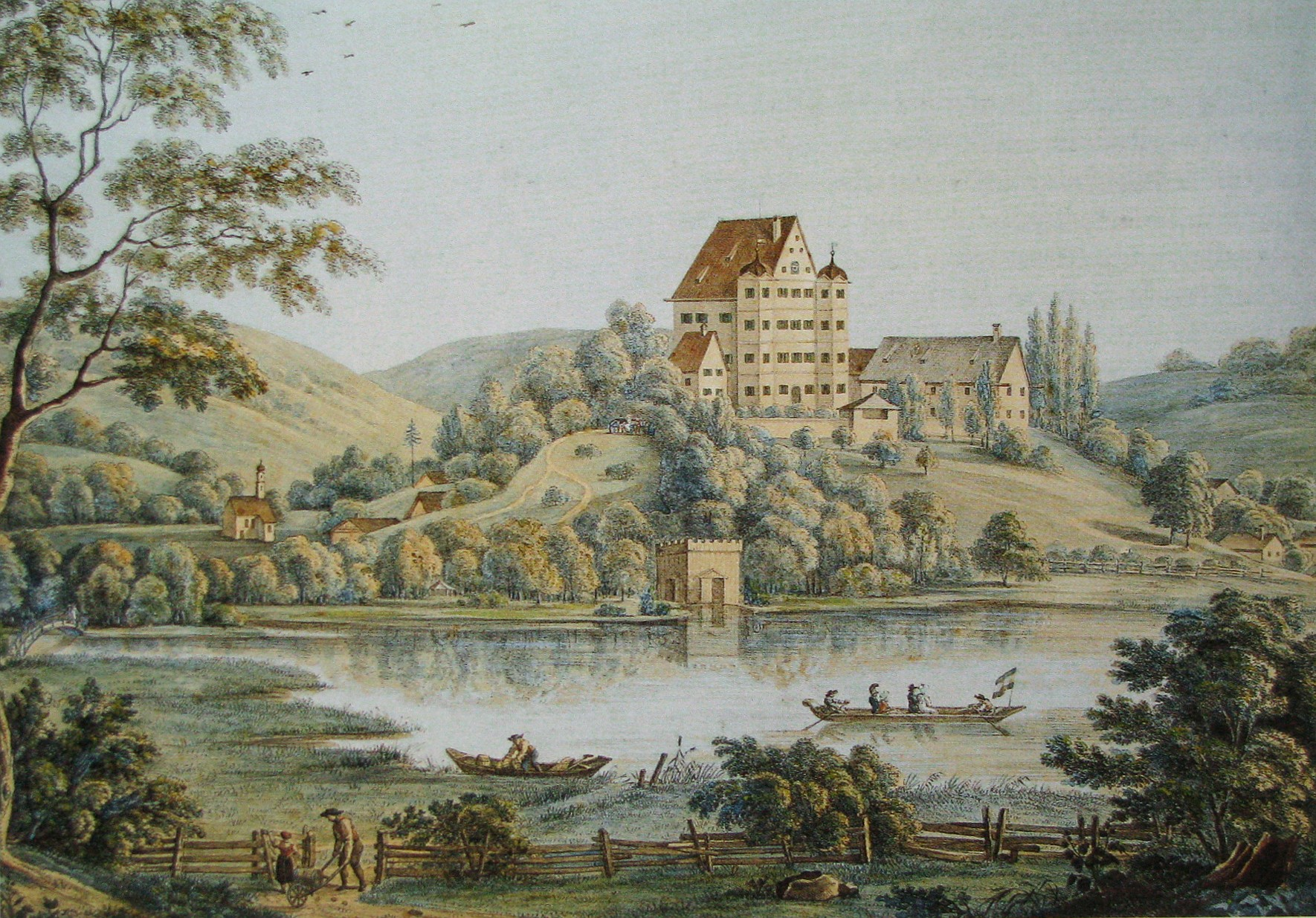
Aspecto do Schloss Leutstetten em 1817.

Hans Urmiller, membro de uma família patrícia da Baviera, conselheiro ducal e tesoureiro do duque Alberto V, mandou projectar e construir o palácio por volta do ano de 1552. Para tal, também foram usados blocos de pedra das não muito distantes ruínas do Karlsburg, um castelo medieval. Não é certo se o edifício foi equipado desde o início com as duas torres de canto colocadas transversalmente. Em 1565, Urmiller recebeu do duque a pousada em Leutstetten e os banhos em Petersbrunn. Depois da sua morte, ocorrida por volta do ano de 1572, a propriedade passou para a sua viúva, Kunigunde, nascida Rosenbusch von Notzing, que a vendeu em 1576.
Nos anos seguintes são registados vários proprietérios do palácio e da Hofmark (área de influência) associada. A Hofmark não mencionava a aldeia, pelo que havia sempre conflitos com o tribunal distrital e com o Pfleger (espécie de regedor) para Starnberg.
Em 1833, Luís, Príncipe de Oettingen-Wallerstein, entrou na posse do palácio, vindo a dá-lo, em 1850, ao seu genro Hugo, Conde Waldbott von Bassenheim. Em 1875, o Príncipe Luís da Baviera, futuro rei Luís III, adquiriu a propriedade ao Barão de Walden, que a possuia desde 1864. A partir de então, passou a ser um dos edifícios preferidos dos Wittelsbach, tendo ali nascido e falecido membros importantes da família. Entre estes encontra-se Francisco Maria Leopoldo, Príncipe da Baviera, que ali nasceu, no dia 10 de Outubro de 1875, e morreu, em 1957.
Depois da morte de Luís III, em 1921, sucedeu-lhe como herdeiro em Leutstetten o Kronprinz, Ruperto da Baviera. Daqui, manteve contactos com várias personalidades do seu tempo. Entre 1936 e 1938 fez expandir o palácio lateralmente segundo planos de Carl Sattler. Com o início da Segunda Guerra Mundial, expulsou os nazis do Schloss Leutstetten. Então, passaram a acomodar refugiados alemães do campo de combate no Sarre. Em 1945, o palácio serviu como alojamento temporário para pessoas desenraizadas pelo caos da guerra. Entre estas estava o escultor Arno Breker, que teve que deixar os seus ateliers em Wriezen e Jäckelsbruch, na região de Oderbruch, por causa do avanço do Exército Vermelho.
Actualmente, o Schloss Leutstetten ainda está na posse da Casa de Wittelsbach. O actual chefe da casa, o Príncipe Leopoldo da Baviera, nasceu ali no dia 14 de Abril de 1951.

## Ambiente
Os vinhedos nas proximidades também pertenciam à família do rei Luís III da Baviera, encontrando-se alguns dos membros da sua família sepultados no cemitério ou na capela. Em 1912, Petersbrunn foi adicionado a essa propriedade.